# Fundação Brasileira para Conservação da Natureza

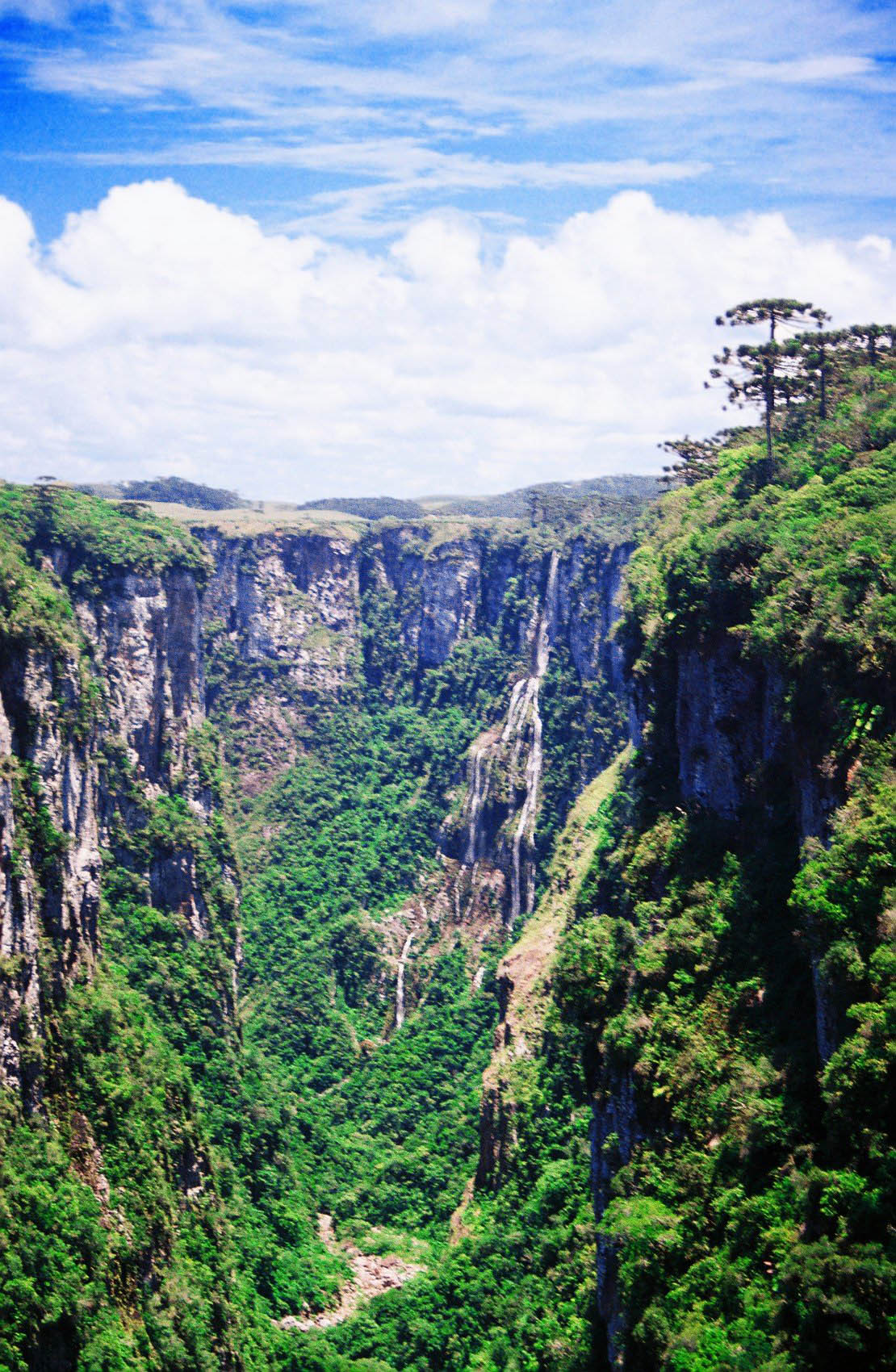
Vista do Parque Nacional dos Aparados da Serra, que a fundação ajudou a criar.

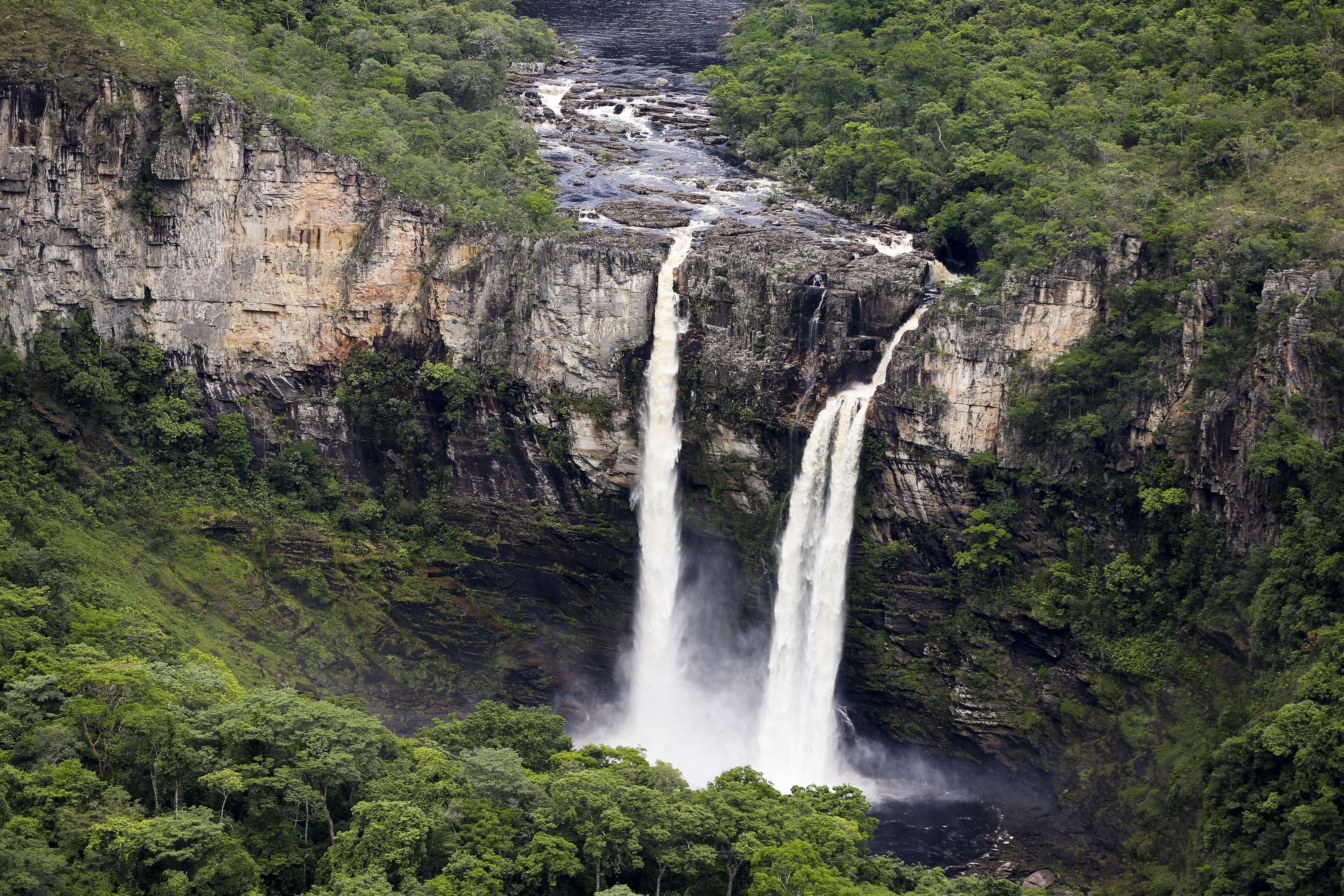
Vista dos Saltos do Rio Preto nos Veadeiros.

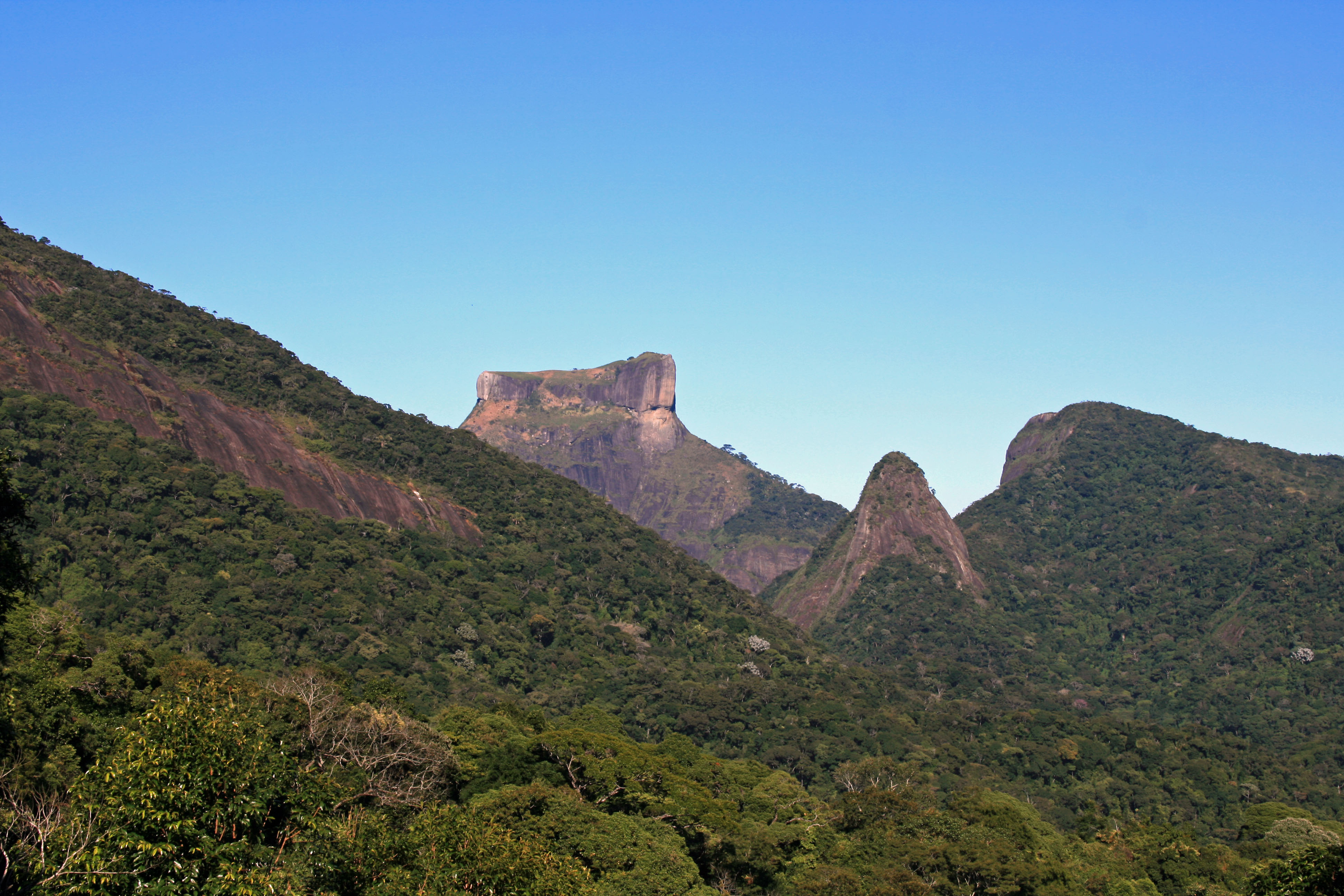
Vista da Pedra da Gávea na Tijuca.

A Fundação Brasileira para Conservação da Natureza (FBCN) é uma ONG ambientalista brasileira.
Uma das primeiras organizações ambientalistas do Brasil, foi fundada em 1958 no Rio de Janeiro, através da iniciativa de funcionários públicos que em virtude de seu trabalho estavam ligados ao ambiente, como cientistas e agrônomos, mas incluía alguns industriais, jornalistas e artistas. O grupo era formado por Harold Edgard Strang, Luiz Hernany Filho, Victor Abdennur Farah, Fuad Atala, Wanderbilt Duarte de Barros, Arthur de Miranda Bastos, Francisco Carlos Iglésias de Lima, Rossini Pinto, Álvaro Silveira Filho, Rosalvo de Magalhães, Eurico Santos, Luiz Simões Lopes, Jerônimo Coimbra Bueno e Fernando Segadas Vianna.
A ligação de vários membros com instituições do governo deu à fundação um caráter para-estatal que foi de grande valia para que seus projetos tivessem repercussão nas políticas do governo. Até pelo menos a década de 1970 atuavam principalmente como um grupo de lobby e não em manifestações públicas. Segundo Alonso, Costa & Maciel, "essa estratégia foi bem-sucedida: a FBCN influenciou a criação de leis, órgãos e políticas ambientais e seus membros ascenderam aos cargos de direção na área". No governo de Jânio Quadros a sua amizade pessoal com Victor Farah facilitou muito a atuação da FBCN. Seus interesses se organizavam em quatro eixos principais:
- Criação e estabilização de parques nacionais, reservas biológicas, estações ecológicas e monumentos naturais e similares, dando ênfase à proteção de espécies raras ou ameaçadas de extinção;
- Cooperação entre governos e organizações nacionais e internacionais;
- Estudos e pesquisas sobre conservação dos recursos;
- Divulgação do conhecimento ambientalista.

Em 1966 a fundação iniciou a publicação de um boletim, que publicava artigos de ciência e centralizou grande parte da discussão ecológica no país, sendo um importante fórum para a articulação e sedimentação de conceitos e estratégias de ação. Na primeira edição do Boletim da FBCN seus ativistas se apresentaram como "um grupo de idealistas resolvidos a fazer face ao crescente desafio que o uso descontrolado dos recursos naturais lançava à capacidade de planejamento e execução do nosso povo". A partir de então a entidade se reestruturou e passou a desenvolver novas formas de atividade de maneira mais pública, organizando palestras e simpósios e estabelecendo fortes laços e parcerias com instâncias internacionais influentes como a União Internacional para a Conservação da Natureza, assim como órgãos nacionais como o Instituto Brasileiro de Desenvolvimento Florestal e a Secretaria Especial de Meio Ambiente.
Segundo Franco & Drummond, a fundação "foi por muitos anos a mais importante e influente ONG conservacionista do Brasil". Desempenhou um papel decisivo na criação de 11 parques nacionais (Aparados da Serra, Araguaia, Ubajara, Brasília, Caparaó, Chapada dos Veadeiros, Emas, Monte Pascoal, São Joaquim, Sete Cidades e Tijuca) e a Floresta Nacional de Caxiuanã, bem como na elaboração do anteprojeto de lei que instituiu o Código Florestal de 1965. A FBCN promoveu também a criação de onze novos núcleos conservacionistas em vários estados da União e em parceria com o IBDF definiu os planos de manejo dos parques nacionais da Serra dos Órgãos, da Tijuca e do Itatiaia, e o documento 1ª Etapa do Plano Nacional de Unidades de Conservação do Brasil. De acordo com Fabiana de Almeida este documento "surgiu como como a primeira tentativa de se sistematizar e adequar as categorias de manejo às necessidades de conservação da biodiversidade do país e de adequar as categorias para que, futuramente, pudessem vir a compor o Sistema Nacional de Unidades de Conservação". Em 1968 a FBCN elaborou a primeira lista de espécies ameaçadas do Brasil e em 1971 publicou uma coletânea de toda a legislação ambiental do Brasil promulgada desde 1934.
Seu período mais influente durou até 1989, quando a entidade chegou a ter 4 mil filiados, mas depois ocorreu um esvaziamento, principalmente porque uma crise econômica fez seus principais financiadores retirarem o apoio, e porque falhas administrativas produziram numerosas e custosas ações trabalhistas. Franco & Drummond referem também que a concentração da atividade no foco conservacionista rigoroso a fez perder contato com as novas correntes que pregavam uma flexibilização nos conceitos de conservação, defendendo um manejo sustentável dos recursos naturais com a participação das populações  habitantes das áreas protegidas, como os povos indígenas e comunidades tradicionais. Essa diferença de visão suscitou grandes atritos com outras entidades e mesmo internamente.
Apesar de ter limitado seu âmbito e ter perdido o papel de liderança antes exercido, a FBCN ainda mantém atividade. Em 1993 recebeu o Prêmio Muriqui oferecido pelo Conselho Nacional da Reserva da Biosfera da Mata Atlântica, reconhecendo que "durante anos foi a única Fundação Ambientalista a atuar no panorama político brasileiro, tendo participado ativamente de inúmeras e históricas atividades e batalhas em defesa da Mata Atlântica". Atualmente delega um representante e dois suplentes para o Conselho Nacional do Meio Ambiente e dois representantes para a Câmara Especial Recursal.